# Chasing Coral
Chasing Coral é um filme-documentário estadunidense de 2017 dirigido e escrito por Jeff Orlowski. Produzido pela Exposure Labs, acompanha uma equipe de mergulhadores, cientistas e fotógrafos em todo o mundo que documentam o desaparecimento de recifes de coral. Lançou, a princípio, no Festival Sundance de Cinema em 14 de julho e, em seguida, foi distribuído globalmente pela Netflix.

## Elenco
- Andrew Ackerman
- Pim Bongaerts
- Neal Cantin
- Phil Dustan
- Mark Eakin
- Ruth Gates
- Manuel González-Rivero
- Ove Hoegh-Guldberg